# سد عمارت
سد عمارت سد خاکی در حال ساخت در مرز استان‌های اردبیل و آذربایجان شرقی در شمال‌غرب ایران است. این سد در مرز شهرستان‌های انگوت و هوراند، در ۱۰۰ کیلومتری مشکین شهر و ۱۵۰ کیلومتری شهرستان اردبیل واقع شده است. سد عمارت با حجم مخزن ۱۸۲ میلیون مترمکعب از نظر حجمی بزرگ‌ترین سد استان اردبیل است. با بهره‌برداری از این سد امکان آبیاری حدود ۳۸ هزار هکتار از اراضی شهرستان گرمی و جلوگیری از خروج منابع آبی کشور میسر می‌گردد.

## مشخصات سد
- نوع سد: سنگریز با هسته ناتراوای میانی
- ارتفاع سد: ۸۲ متر از روی بستر و ۱۰۲ متر از پی
- طول تاج: ۳۱۵ متر
- عرض تاج: ۱۲ متر
- حجم مفید و کل: ۱۵۷ و ۱۸۲ میلیون مترمکعب[۹]

## اهداف
- جلوگیری از خروج حدود ۱۸۲ میلیون متر مکعب از آب رودخانه دره رود
- تأمین آب و توسعه و بهبود ۲۳۰۰۰ هکتار از اراضی مغان
- ساماندهی عشایر منطقه مغان و کاهش نرخ مهاجرت با ایجاد فرصت‌های شغلی
- تأمین نیازهای محیط زیست و شرب